# Burgkapelle St. Jakobus

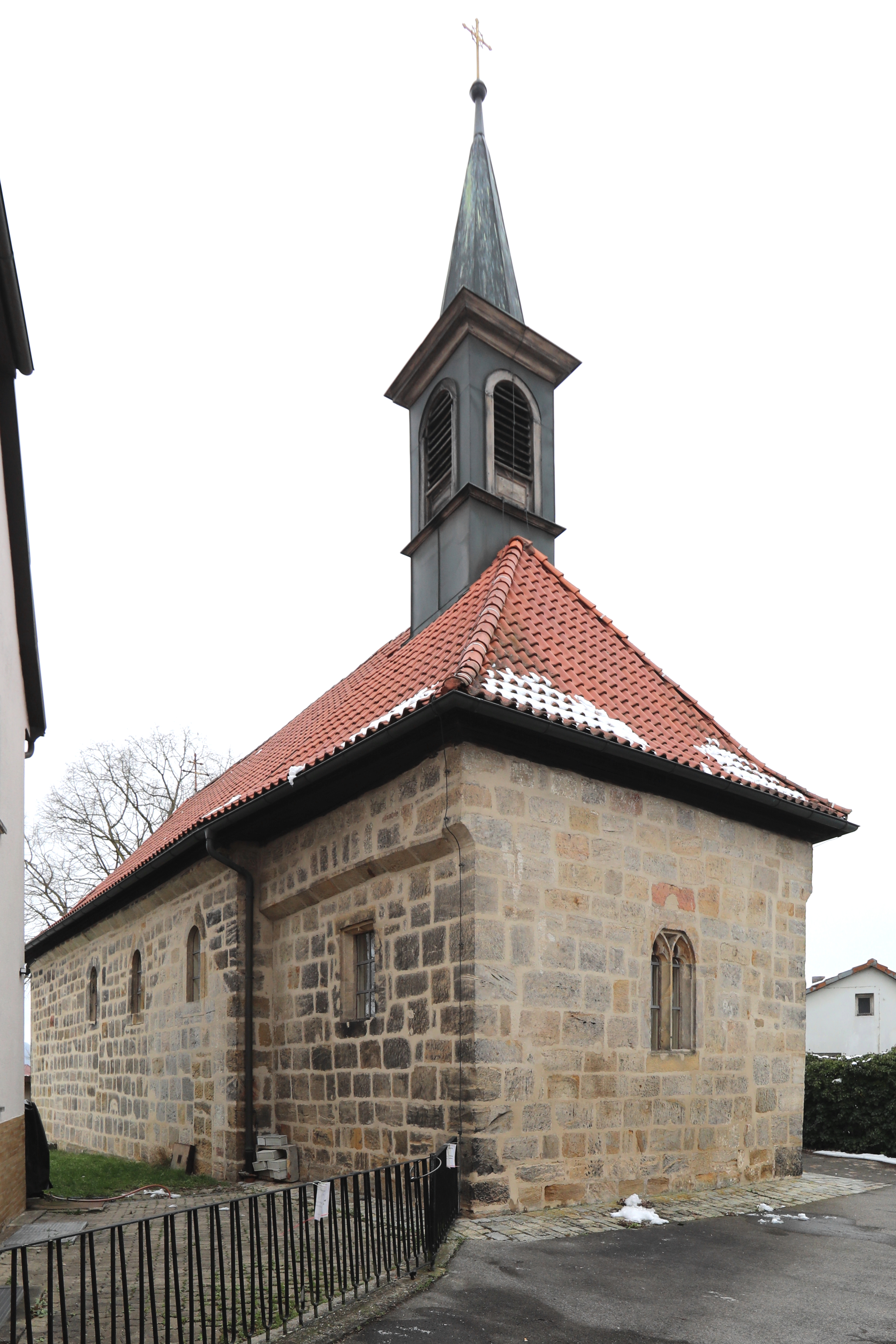
Burgkapelle St. Jakobus in Burgberg, Lichtenfels

Die römisch-katholische Burgkapelle St. Jakobus steht im Gemeindeteil Burgberg der oberfränkischen Kreisstadt Lichtenfels im Landkreis Lichtenfels. Die Kapelle wurde erstmals 1513 urkundlich erwähnt. Das denkmalgeschützte Gotteshaus gehört zur Lichtenfelser Pfarrei Unsere liebe Frau im Seelsorgebereich Lichtenfels-Obermain des Dekanats Coburg (Erzbistum Bamberg).

## Geschichte
Vermutlich schon im Jahr 1321 existierte die Kapelle. Eventuell stammt der Kern der heutigen Kapelle aus dieser Zeit. Die urkundliche Ersterwähnung als „Cappeln Sahnt Jakobus“ im ältesten Urbar der Stadt Lichtenfels war aber erst 1513. Im Verlauf des zweiten Markgrafenkrieges wurde das Gotteshaus 1553 zerstört. Dem Wiederaufbau folgten 1737 ein neuer Dachstuhl und wohl eine Erweiterung nach Westen. Während des vierten Koalitionskrieges nutzte die französische Armee 1806 die Kapelle als Magazin und Internierungsort preußischer Soldaten. Nach einer Kollekte konnte die Jakobskapelle wieder instand gesetzt und 1830 neu geweiht werden. Die Kirchengemeinde ließ 1876 eine Sakristei anbauen, die nach 1960 wieder entfernt wurde. Eine Restaurierung wurde 1929 durchgeführt und 1933 folgte die Sanierung des Dachreiters.

## Baubeschreibung
Die Jakobuskapelle steht südwestlich von der Lichtenfelser Altstadt auf einem Ausläufer des Burgberges. Die Saalkirche besteht aus unverputzten Sandsteinquadern und einem gegen Osten und Westen abgewalmten Dach. Sie besitzt einen eingezogenen, gerade geschlossenen Chor, dessen zurückgesetzte Seitenwände etwa einen Meter von der Traufe überkragt werden. Den einachsigen Chorraum überspannt ein Spiegelgewölbe und belichten ein Fenster in der Stirnwand mit geradem Sturz, das durch Maßwerk geteilt ist, sowie ein rechteckiges Fenster in der Südwand und ein rundbogiges Fenster in der Nordwand. Ein rundbogiger Chorbogen verbindet den Chor mit dem zweiachsigen Langhaus. Eine hölzerne Flachdecke über einer Hohlkehle überspannt den Innenraum, den in der Südwand drei und in der Nordwand ein rundbogiges Fenster sowie ein Rundfenster und in der Westwand ein querovales Fenster belichten. Vor der Westwand steht eine hölzerne Empore. Die Fenster auf der Nord- und Westseite sind wie die Türen gerahmt, die Türen zusätzlich geohrt. Der Scheitelstein des Westportals trägt die Bezeichnung „JCG 1737“.
Der mit Blech beschlagene Dachreiter hat einen quadratischen Sockel mit vier rundbogigen Schallfenstern. Den oberen Abschluss bildet ein achtseitiger Spitzhelm mit Knauf und Kreuz.

## Ausstattung
Der Altar besteht aus einem marmorierten Holzaufbau und entstand um 1700. In der Mitte steht in einer Nische, flankiert von gewundenen Freisäulen, eine neugotische Holzstatue des heiligen Jakobus. Seitlich befinden sich die Holzfiguren der Heiligen Petrus und Paulus, die um 1510 datiert werden. Der Altarauszug besteht aus dem Jesusmonogramm im Strahlenkranz mit Putten. Der Nebenaltar zeigt eine überlebensgroße, stehende Muttergottes aus Holz aus dem frühen 17. Jahrhundert.
Die Deckengemälde sind Werke aus dem Jahr 1919 des Bamberger Kunstmalers Hans Bayerlein. Auf einem ist im Hintergrund die im Bauernkrieg zerstörte Lichtenfelser Burg abgebildet. Eine Wandmalerei zeigt den heiligen Christophorus und stammt aus dem frühen 17. Jahrhundert.
Die Kanzel besteht aus dunkel gebeiztem Holz. Das balusterförmige Geländer der Kanzeltreppe wird auf das zweite Viertel des 18. Jahrhunderts datiert. Vor der Brüstung des polygonalen Korbes stehen Relieffiguren des Salvators und der Heiligen Petrus, Paulus, Heinrich und Kunigunde. Die Frieszone des Brüstungsgebälks trägt einen lateinischen Bibelvers und die Jahreszahl 1624. Der oktogonale Schalldeckel besteht aus einem Gebälk ionischer Ordnung mit Puttenköpfen an den Kanten. Eventuell stammt die die Kanzel aus dem Kloster Langheim oder von Vierzehnheiligen.
Eine Orgel mit fünf Registern auf einem Manual und Pedal stellte im Jahr 1996 die Orgelbauwerkstätte Benedikt Friedrich aus Oberasbach auf.